# تيكومة زايرية
تيكومة زايرية[بحاجة لمصدر] (الاسم العلمي:Tecoma zeyheri) هي نوع غير مؤكد من النباتات يتبع جنس التيكومة من الفصيلة البنيونية.